# Vid sekelskiftet
Vid sekelskiftet (Zweeds voor "bij de eeuwwisseling") is een compositie van Hugo Alfvén.
Vid sekelskiftet is een cantate voor sopraan, koor en orkest. Voor de tekst werd Erik Axel Karlfeldt ingeschakeld maar die had problemen de tekst sluitend krijgen. Doordat Karlfeldt (te) laat was had Alfvén maar 14 dagen om de muziek de componeren, want de première vond natuurlijk plaats op 1 januari. Alfvén slaagde erin de toonzetting binnen die termijn te voltooien. Wilhelm Stenhammar gaf op 1 januari 1900 leiding aan koor en orkest van de Kungliga Hovkapellet met als solist Carolina Östberg. Die soliste was lid van de het gezelschap van de Koninklijke Opera. De zangpartij vergt veel uithoudingsvermogen en techniek van de solist en daarom zocht Alfvén Östberg privé op om de zangpartij aan de piano door te nemen.   
Alfvén hield een klassieke structuur aan met een inleiding door het symfonieorkest dat vervolgd wordt door een inzet van het koor en later de soliste. De cantate heeft vier in elkaar overlopende secties:
1. Livets välde (Mäktiga ström ...) in Grave
2. Seklens (Men genom rynder ...) in Allegro ma non troppo
3. Världarnas offer (Offrande träda...) in Andante maestoso
4. Slutkör (Till der nya ärhundradet) (Det är moln...) in Allegro, con fuoco.

De delen vertaald: Het bestaan (1),  het voorbijgaan van de eeuwen (2), het offer van de wereld (3) en slotkoor (tot de nieuwe eeuw). Het werk werd goed ontvangen, maar het was dan ook Nieuwjaarsdag en sinds de eerste uitvoering wordt het werk dat ook vooral gespeeld tijdens Nieuwjaarsuitvoeringen onder de titel Nyärskantat ("Nieuwjaarscantate").
Alfvén schreef het werk voor:
- solo sopraan
- sopranen, alten, tenor en baritons
- 4 dwarsfluiten (ook piccolo), 2 hobo’s, 3 klarinetten (ook basklarinet), 3 fagotten (ook contrafagot)
- 6 hoorns, 3 trompetten, 3 trombones, 1 tuba
- pauken, 3 man/vrouw percussie
- violen, altviolen, celli, contrabassen

## Discografie
- Uitgave Sterling Records: Lena Hoel, Koninklijk Philharmonisch Koor van Stockholm, Symfonieorkest van Gävle o.l.v. Stefan Parkman